# Big Four (Schlangen)
Big Four (engl. für ‚Große Vier‘) ist eine auf dem indischen Subkontinent verwendete Bezeichnung für vier Giftschlangen-Arten. Nach einer lange verbreiteten Auffassung seien sie für beinahe alle tödlichen Schlangenbisse in der Region verantwortlich. Neuere Forschungen widerlegen dies.
Darüber hinaus ist Big Four auch eine Bezeichnung für vier Riesenschlangen-Arten Südamerikas, Afrikas und Südasiens.

## Giftschlangen

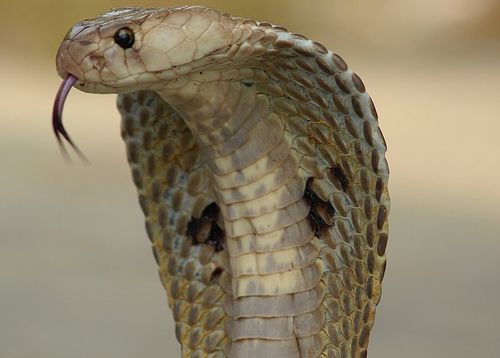
Brillenschlange Naja naja
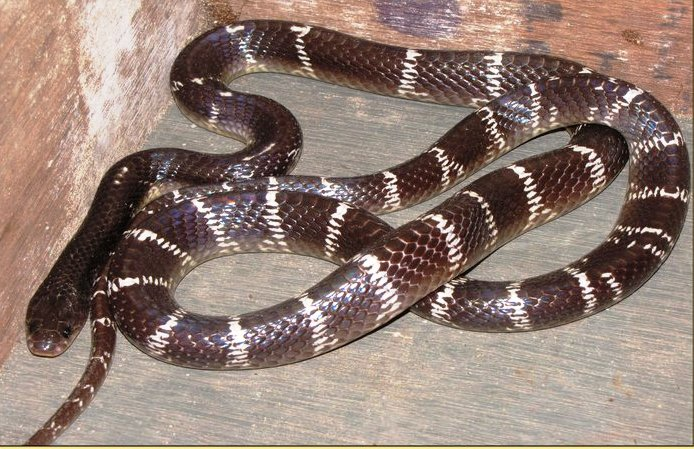
Indischer Krait Bungarus caeruleus
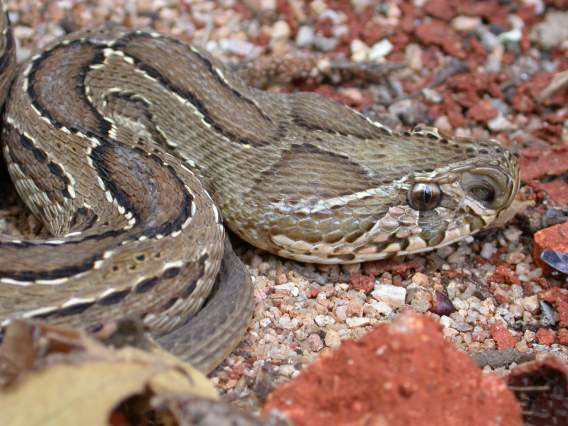
Kettenviper Daboia russelii
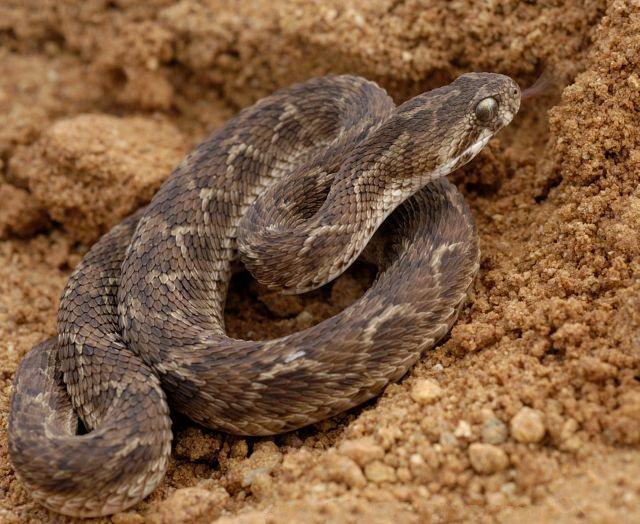
Gemeine Sandrasselotter Echis carinatus

Der Ausdruck wurde im späten 19. Jahrhundert geprägt und beruht auf dem damaligen Wissen um die Taxonomie der Schlangen. Heute sind in der Region mindestens vier Kobra-Arten, acht Krait-Arten und zwei Unterarten der Gemeinen Sandrasselotter bekannt, die sich in der Zusammensetzung ihrer Gifte erheblich unterscheiden können. Tatsächlich verursachen Bisse von Schlangen anderer Arten eine bedeutende Zahl von Krankheits- und Todesfällen. Aus diesem Grund wird der Ausdruck Big Four heute in der Wissenschaft nur noch gelegentlich verwendet.
In Indien werden ausschließlich polyvalente Schlangenseren für Vergiftungen durch jene vier Arten hergestellt. Neuere Forschungen stellen diesen Ansatz in Frage, da sogar die Gifte verschiedener Unterarten oder Populationen einer Schlangenart abweichende Zusammensetzungen aufweisen können. In Einzelfällen müssen die Schlangenseren in stark erhöhten Dosen verabreicht werden. Von den behandelnden Ärzten werden sie als wenig wirksam beschrieben. Häufig wurde sogar festgestellt, dass ein im Süden Indiens hergestelltes polyvalentes Schlangenserum im Norden des Landes eine deutlich geringere Wirksamkeit besitzt.

## Riesenschlangen
Bellosa et al. verwenden den Ausdruck für vier Arten von Riesenschlangen, allerdings sind auf Sulawesi vorkommende Dunkle Tigerpythons mit einer Länge von bis zu 2,40 Meter ausgesprochen kleinwüchsig.

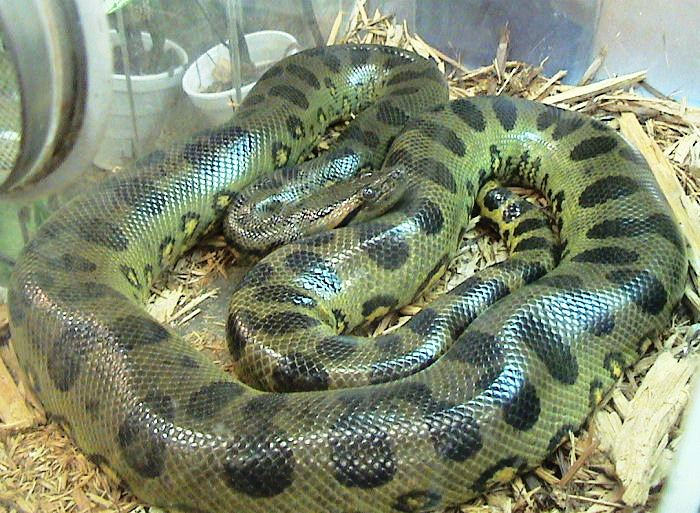
Große Anakonda Eunectes murinus
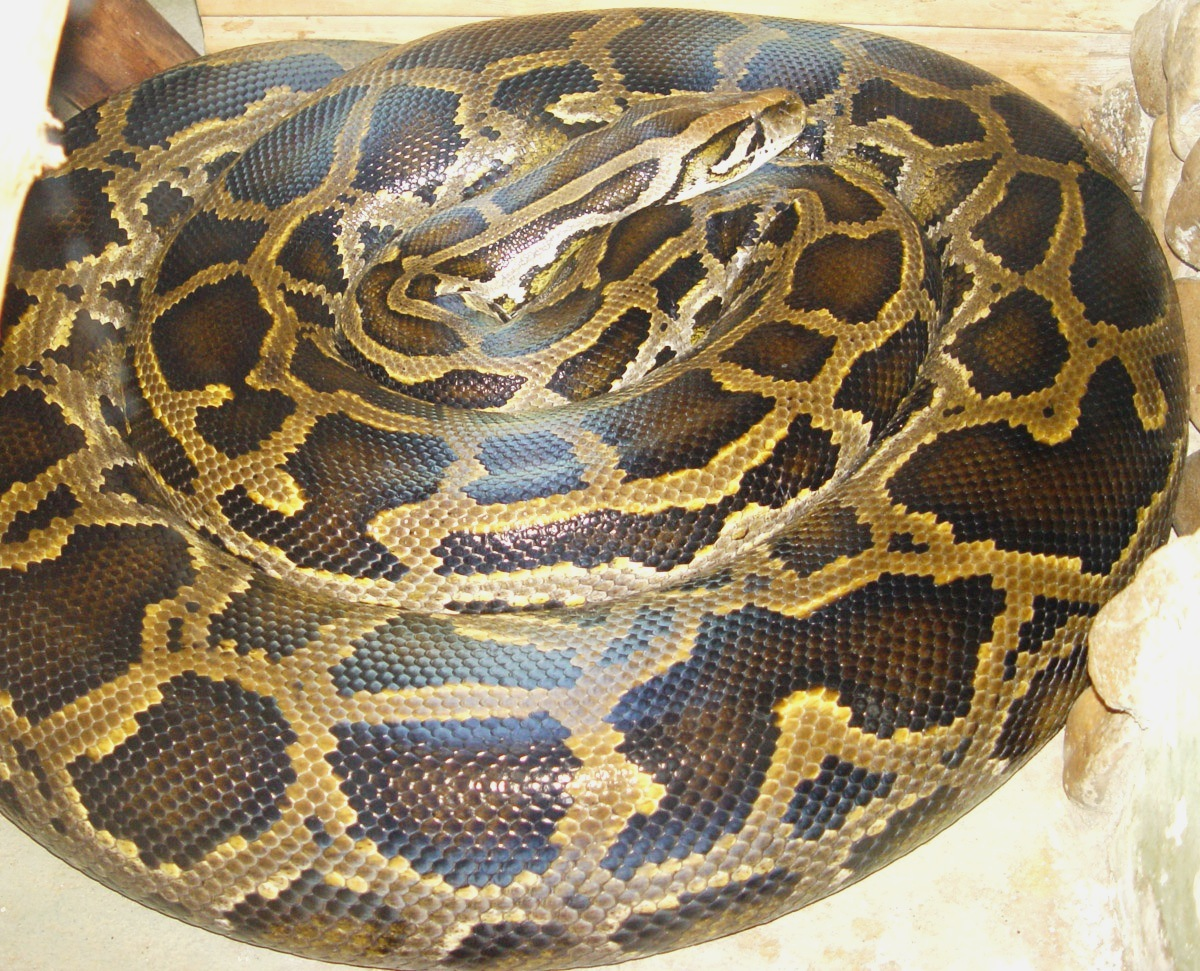
Dunkler Tigerpython Python molurus bivittatus
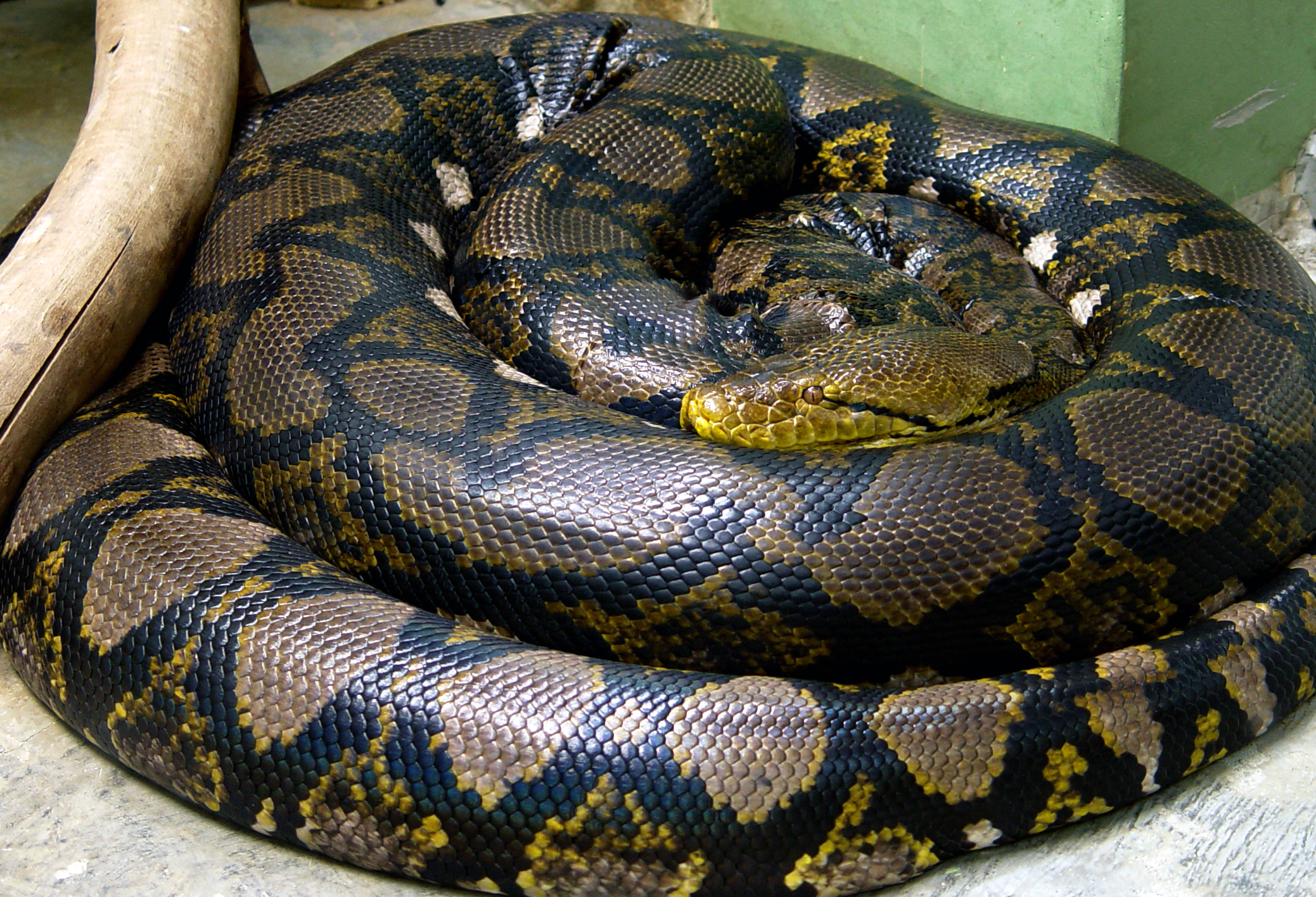
Netzpython Malayopython reticulatus
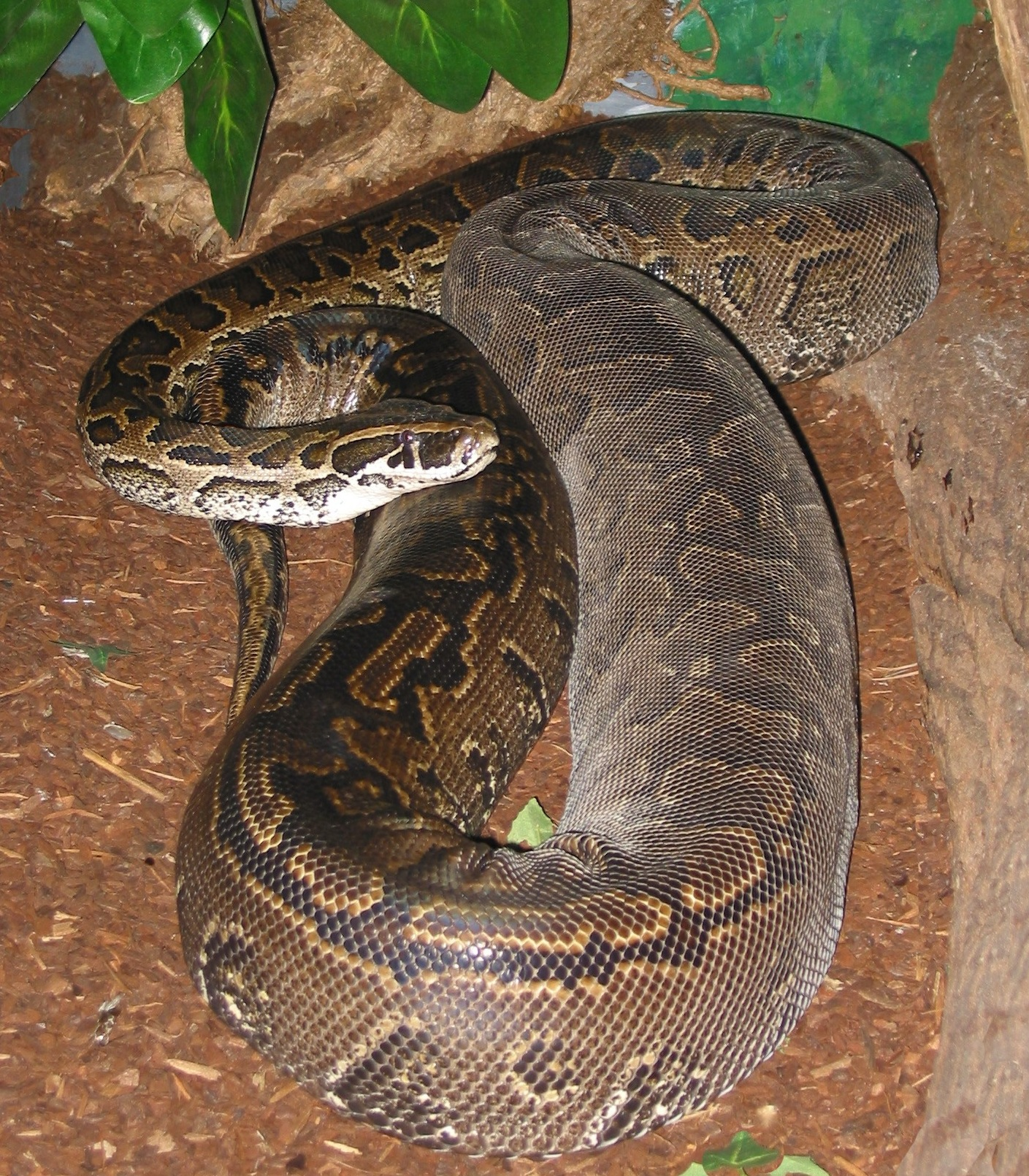
Nördlicher Felsenpython Python sebae